# Clayton Gerein
Clayton Gerein (Saskatchewan, 24 maggio 1964 – 22 gennaio 2010) è stato un atleta paralimpico canadese.

## Biografia
Nel 1982 è divenuto tetraplegico in seguito a un incidente mentre allenava un cavallo. Due anni dopo, esordiva come nuotatore alle Paralimpiadi di Stoke Mandeville e New York, conquistando la finale in cinque discipline, ma dal 1985 si è dedicato all'atletica leggera e al rugby in carrozzina, sport che ha perseguito fino al 1991, portando la propria squadra a vincere il campionato nazionale per cinque anni consecutivi. Consacratosi totalmente all'atletica, ha percorso le medie e lunghe distanze, ottenendo i più brillanti risultati, specialmente nella maratona.
Clayton Gerein ha partecipato a sei edizioni delle Paralimpiadi estive, dal 1988 al 2008, vincendo complessivamente quattordici medaglie, di cui sette d'oro. L'ultima sua comparsa, a Pechino 2008 lo ha visto in gara solo nella maratona, di cui aveva conquistato la qualificazione grazie alla medaglia d'argento ottenuta nel 2007 alla Maratona di Padova. Sempre in ambito internazionale, è stato per otto volte detentore del titolo di categoria alla Lilac Bloomsday Run, stabilendo un record che solo di recente è stato superato dall'atleta Santiago Sanz Quinto.
L'atleta è morto all'età di 46 anni, nel gennaio 2010. Due settimane prima aveva fatto parte della staffetta che portava la torcia olimpica alle Paralimpiadi di Vancouver. Nel corso della sua vita ha ricevuto numerosi riconoscimenti per i suoi meriti sportivi, ma anche per la capacità di sostenere, motivare e allenare giovani rimasti menomati da incidenti. su tutti questi giovani spicca la campionessa Lisa Franks, da lui conosciuta in ospedale e condotta ai massimi traguardi agonistici.

## Palmarès
| Anno | Manifestazione       | Sede       | Evento           | Risultato | Prestazione | Note |
| ---- | -------------------- | ---------- | ---------------- | --------- | ----------- | ---- |
| 1988 | Giochi paralimpici   | Seul       | 400 m piani 1B   | Oro       | 1'16"06     |      |
| 1988 | Giochi paralimpici   | Seul       | 800 m piani 1B   | Oro       | 2'36"46     |      |
| 1988 | Giochi paralimpici   | Seul       | 1500 m piani 1B  | Argento   | 5'11"89     |      |
| 1988 | Giochi paralimpici   | Seul       | 5000 m piani 1B  | Oro       | 17'48"84    |      |
| 1988 | Giochi paralimpici   | Seul       | Maratona 1B      | Bronzo    | 2h20'32"    |      |
| 1992 | Giochi paralimpici   | Barcellona | 800 m piani TW2  | Bronzo    | 2'06"49     |      |
| 1992 | Giochi paralimpici   | Barcellona | 1500 m piani TW2 | Bronzo    | 4'07"10     |      |
| 1992 | Giochi paralimpici   | Barcellona | 5000 m piani TW2 | Oro       | 13'41"03    |      |
| 1992 | Giochi paralimpici   | Barcellona | Maratona TW2     | Oro       | 2h02'24"    |      |
| 1996 | Giochi paralimpici   | Atlanta    | 1500 m piani T51 | Bronzo    | 4'03"23     |      |
| 1996 | Giochi paralimpici   | Atlanta    | 5000 m piani T51 | Oro       | 13'39"04    |      |
| 1996 | Giochi paralimpici   | Atlanta    | Maratona T51     | Argento   | 2h07'08"    |      |
| 1998 | Mondiali paralimpici | Birmingham | 1500 m piani T53 | 5º        |             |      |
| 1998 | Mondiali paralimpici | Birmingham | 5000 m piani T53 | Oro       |             |      |
| 1998 | Mondiali paralimpici | Birmingham | Maratona T53     | Oro       |             |      |
| 2000 | Giochi paralimpici   | Sydney     | 5000 m piani T52 | 5º        | 14'11"19    |      |
| 2000 | Giochi paralimpici   | Sydney     | Maratona T52     | Oro       | 2h03'12"    |      |
| 2002 | Mondiali paralimpici | Lilla      | 800 m piani T52  | Argento   |             |      |
| 2002 | Mondiali paralimpici | Lilla      | 5000 m piani T52 | Argento   |             |      |
| 2002 | Mondiali paralimpici | Lilla      | Maratona T52     | Argento   |             |      |
| 2004 | Giochi paralimpici   | Atene      | 1500 m piani T52 | 4º        | 3'58"88     |      |
| 2004 | Giochi paralimpici   | Atene      | 5000 m piani T52 | 5º        | 13'48"82    |      |
| 2004 | Giochi paralimpici   | Atene      | Maratona T52     | Bronzo    | 2h14'26"    |      |
| 2008 | Giochi paralimpici   | Pechino    | Maratona T52     | Bronzo    |             |      |

## Altre competizioni internazionali
2007
- Argento alla Maratona di S. Antonio (Padova) T52 - 2h01'25"[5]

2009
- Argento alla Maratona di S. Antonio (Padova) T52 - 2h01'44"[6]